# Райли, Остин
Майкл Остин Райли (англ. Michael Austin Riley; 2 апреля 1997, Мемфис, Теннесси) — американский бейсболист, аутфилдер и игрок третьей базы клуба Главной лиги бейсбола «Атланта Брэйвз». Победитель Мировой серии 2021 года. Обладатель награды Сильвер Слаггер по итогам сезона 2021 года. Участник Матча всех звёзд в сезоне 2022 года.

## Карьера

### Ранние годы
Остин Райли родился 2 апреля 1997 года в Мемфисе. В 2015 году он окончил старшую школу Десото Сентрал в Саутхейвене, штат Миссисипи. В составе школьной бейсбольной команды он играл на позициях шортстопа, третьего базового и питчера. В выпускном классе Райли зарекомендовал себя как силовой отбивающий.
На драфте Главной лиги бейсбола 2015 года Райли был выбран клубом «Атланта Брэйвз» под общим 41 номером. После этого он отказался от намерения поступить в Университет штата Миссисипи и подписал профессиональный контракт. Сумма бонуса игроку составила 1,6 млн долларов.

### Младшие лиги
В сезоне 2015 года Райли выступал за фарм-клубы «Данвилл» и «Ром Брэйвз». Он выбил двенадцать хоум-ранов, а его общий показатель отбивания составил 30,4 %. В «Роме» он провёл и 2016 год. В первой половине чемпионата он играл неудачно, отметившись всего тремя хоум-ранами. Во второй части сезона его показатель отбивания вырос с 25,2 до 28,9 %, он отбил уже семнадцать хоум-ранов. Благодаря этому отрезку Райли удостоился сравнения с одним из лучших игроков в истории «Брэйвз» Чиппером Джонсом. Отдельно отмечалась его способность не просто отбивать, но и влиять на ход игры в ключевые моменты.
Чемпионат 2017 года Райли начал в составе клуба «Флорида Файр Фрогз», а по его ходу был переведён в АА-лигу в «Миссисипи Брэйвз». В составе обеих команд он провёл 129 игр, в которых отбивал с показателем 27,5 %, набрал 74 RBI и выбил 20 хоум-ранов. Райли также сократил число ошибок при игре в обороне. После его удачного выступления, руководство «Атланты» приняло решение отказаться от поисков игрока третьей базы на рынке свободных агентов.
В 2018 году Райли сыграл в 108 матчах за фарм-клубы «Брэйвз», дойдя до уровня ААА-лиги. В играх за «Гвиннетт Страйперс» он выбил семнадцать даблов и двенадцать хоум-ранов. 13 мая в матче с «Норфолк Тайдс» Остин установил командные рекорды по числу хоум-ранов (3) и RBI (8) в одной игре. По итогам сезона он был признан Игроком года в командах системы «Атланты».

### Главная лига бейсбола
Пятнадцатого мая 2019 года Райли дебютировал в Главной лиге бейсбола. До конца месяца он сыграл за команду в 15 матчах, выбив семь хоум-ранов и набрав 20 RBI. По итогам мая он был признан лучшим новичком Национальной лиги. Заменив на позиции аутфилдера травмированного Эндера Инсиарте, Райли в первой части сезона входил в число лучших отбивающих лиги, занимая третье место по числу хоум-ранов. В июле в его игре начался спад, он получил травму колена и вернулся в состав только в сентябре. Его атакующая эффективность оставалась низкой и Райли не был включён в состав команды на игры Дивизионной серии плей-офф.
В сокращённом сезоне 2020 года Райли подтвердил статус одного из самых перспективных игроков «Брэйвз». В 51 матче регулярного чемпионата он отбивал с эффективностью 23,9 %, выбив восемь хоум-ранов. Доля получаемых им страйкаутов по сравнению с 2019 годом сократилась с 36,4 % до 23,8 %, он стал лучше отбивать слайдеры. Райли был включён в состав команды в плей-офф, где «Брэйвз» дошли до Чемпионской серии Национальной лиги. В сезоне 2021 года, ставшим для него первым полноценным в лиге, он закрепился в статусе одной из восходящих звёзд. Регулярный чемпионат он завершил с эффективностью отбивания 30,3 %, 33 хоум-ранами и 107 RBI. Райли стал третьим в истории клуба третьим базовым, который в возрасте 24 лет и менее провёл сезон с 30 хоум-ранами и 100 RBI. В плей-офф, завершившемся победой «Брэйвз» в Мировой серии, он был одним из лидеров команды: его удар принёс «Атланте» победу в первом матче Чемпионской серии Национальной лиги против «Лос-Анджелес Доджерс», в матчах финала он отбивал с показателем 32,0 %, набрав три RBI.
В августе 2022 года Райли подписал с клубом новый десятилетний контракт на общую сумму 212 млн долларов. Соглашение стало самым крупным в истории «Атланты».